# 摩尔式建筑
摩尔式建筑是一种建築風格，也是马格里布、摩洛哥和伊比利亚半岛生活的摩尔人的建筑文化传统。
目前，这些地区依旧有一些幸存的摩尔式建筑：科尔多瓦的清真寺（784-987，分四个时期）；阿罕布拉（主要时间段：1338至1390年）和拉里弗（1302-9和1313年至1324年）、塞维利亚的格拉纳达和吉拉达、在法国纳博讷的公元8世纪清真寺等等。

## 各国摩尔式建筑

### 西班牙
- 阿利坎特
  - Santa Bárbara Castle（英语：Santa Bárbara Castle）
- 安特克拉
  - Alcazaba（英语：Alcazaba of Antequera）
- 阿尔梅里亚
  - Alcazaba（英语：Alcazaba of Almería）
- 巴達霍斯
  - Alcazaba（英语：Alcazaba of Badajoz）
- 拜伦 (西班牙)
  - Baños de la Encina Castle (Burgalimar)
- 科爾多瓦 (西班牙)
  - 科尔多瓦主教座堂
  - Medina Azahara
  - 卡拉奥拉塔
- 戈尔马斯
  - Gormaz Castle（英语：Gormaz Castle）
- 格拉纳达
  - 阿兰布拉宫和赫内拉利费宫
  - Cuarto Real de Santo Domingo
  - 阿尔拜辛
- 哈恩 (西班牙)
  - Saint Catalina's Castle（英语：Castle of Santa Catalina (Jaén)）
- 赫雷斯-德拉弗龙特拉
  - Alcazar（英语：Alcazar of Jerez de la Frontera）
- 马拉加
  - Alcazaba（英语：Alcazaba of Málaga）
  - 吉布拉法羅山
- 梅里達 (西班牙)
  - Alcazaba（英语：Alcazaba of Mérida）
- 塞维利亚
  - 塞维利亚王宫
  - 吉拉達
  - 黄金塔
- 托萊多 (西班牙)
  - 光辉基督清真寺
  - Mezquita de las Tornerías（英语：Mezquita de las Tornerías）
- 特鲁希略 (卡塞雷斯省)
  - Alcazaba
- 萨拉戈萨
  - 阿爾哈費里亞宮